# Балх (село)
Балх (тадж. Балх) — село в Нурафшонском сельском джамоате Лахшского района. Расстояние от села до центра района — 16 км, до центра джамоата — 11 км. Население 607 человек (2017 г.), таджики.
Основные отрасли сельского хозяйства: садоводство, животноводство и овощеводство. Земли орошаются из реки Куксу.